# Copa Pan-Americana de Voleibol Feminino de 2009
O Copa Pan-Americana de Voleibol Feminino de 2009 foi a 8ª edição do torneio organizado pela União Pan-Americana de Voleibol (UPV), em parceria com a NORCECA e CSV, realizado no período de 24 de junho a 5 de julhocom as partidas realizadas  na Universidade de Miami e  Universidade Internacional da Flórida, ambas em Miami; que contou com a participação de onze países e com vagas para disputar a edição do Grand Prix de Voleibol de 2010 
A Seleção Brasileira conquistou seu segundo título na competição, e a atacante dominicana  Bethania de la Cruz foi eleita a Melhor Jogadora (MVP) de toda competição.

## Seleções participantes
As seguintes seleções participaram da Copa Pan-Americana de Voleibol Feminino:
| Equipe               | Última participação |
| -------------------- | ------------------- |
| Estados Unidos       | (Sede), 5º em 2008  |
| Argentina            | 3º em 2008          |
| Brasil               | 2º em 2008          |
| Canadá               | 8º em 2008          |
| Costa Rica           | 9º em 2008          |
| Cuba                 | 11º em 2008         |
| Guatemala            | 10º em 2004         |
| México               | 10º em 2008         |
| Peru                 | 7º em 2008          |
| Porto Rico           | 4º em 2008          |
| República Dominicana | 1º em 2008          |
| Trinidad e Tobago    | 12º em 2008         |

Nota

A Seleção Cubana desistiu da competição antes do início do torneio, desfalcando o Grupo B.

## Formato da disputa
Inicialmente as doze seleções foram divididas proporcionalmente em Grupos A e B, passando a competir apenas onze, após retirada da Seleção Cubana, desfalcando o Grupo B; em cada grupo as seleções se enfrentam entre si, e ao final dos confrontos a melhor equipe de cada grupo classifica-se automaticamente para as semifinais; já as segundas e terceiras posições disputaram as quartas de final (cruzamento olímpico), a sexta colocada do Grupo A finalizou na décima primeira posição.
As equipes posicionadas na quarta e quinta posição de cada grupo disputaram as classificações do quinto ao décimo lugares.
Os perdedores das quartas de final disputaram as classificações do sétimo ao nono lugares, já os  vencedores das quartas de final disputaram as semifinais e destes confrontos as melhores equipes fizeram a final e os perdedores a disputa do bronze.
A pontuação conforme regulamento da competição foi firmada da seguinte forma:
- Partida vencida = 2 pontos;
- Partida peridida = 1 ponto;
- Partida abandonada = 0 ponto.

## Fase classificatória
Classificação

## Grupo A
|     |                |     | Jogos | Jogos | Jogos | Resultados | Resultados | Resultados | Resultados | Resultados | Resultados | Sets | Sets | Sets   | Pontos | Pontos | Pontos |
| Pos | Equipe         | Pts | T     | V     | D     | 3–0        | 3–1        | 3–2        | 2–3        | 1–3        | 0–3        | V    | P    | R      | V      | P      | R      |
| --- | -------------- | --- | ----- | ----- | ----- | ---------- | ---------- | ---------- | ---------- | ---------- | ---------- | ---- | ---- | ------ | ------ | ------ | ------ |
| 1   | Estados Unidos | 15  | 5     | 5     | 0     | 4          | 1          | 0          | 0          | 0          | 0          | 15   | 1    | 15,000 | 400    | 250    | 1.600  |
| 2   | Porto Rico     | 12  | 5     | 4     | 1     | 4          | 0          | 0          | 0          | 1          | 0          | 13   | 3    | 4.333  | 384    | 304    | 1.263  |
| 3   | Peru           | 9   | 5     | 3     | 2     | 3          | 0          | 0          | 0          | 0          | 2          | 9    | 6    | 1.500  | 351    | 261    | 1.345  |
| 4   | Costa Rica     | 6   | 5     | 2     | 3     | 2          | 0          | 0          | 0          | 0          | 3          | 6    | 9    | 0.667  | 264    | 346    | 0.763  |
| 5   | México         | 3   | 5     | 1     | 4     | 1          | 0          | 0          | 0          | 0          | 4          | 3    | 12   | 0.250  | 278    | 356    | 0.781  |
| 6   | Guatemala      | 0   | 5     | 0     | 5     | 0          | 0          | 0          | 0          | 0          | 5          | 0    | 15   | 0,000  | 215    | 375    | 0.573  |

Resultados
| 26 de junho de 2009 15:00 Relatório | Porto Rico | 3 — 0             | Guatemala | Universidade de Miami, Miami |
| 26 de junho de 2009 15:00 Relatório | 25         | Set 1 Set 2 Set 3 | 9 15 18   | Universidade de Miami, Miami |

| 26 de junho de 2009 17:30 Relatório | Peru | 3 — 0             | México   | Universidade de Miami, Miami |
| 26 de junho de 2009 17:30 Relatório | 25   | Set 1 Set 2 Set 3 | 13 15 10 | Universidade de Miami, Miami |

| 26 de junho de 2009 20:00 Relatório | Estados Unidos | 3 — 0             | Costa Rica | Universidade de Miami, Miami |
| 26 de junho de 2009 20:00 Relatório | 25             | Set 1 Set 2 Set 3 | 7 6 16     | Universidade de Miami, Miami |

| 27 de junho de 2009 15:00 Relatório | Costa Rica | 0 — 3             | Peru | Universidade de Miami, Miami |
| 27 de junho de 2009 15:00 Relatório | 14 10 11   | Set 1 Set 2 Set 3 | 25   | Universidade de Miami, Miami |

| 27 de junho de 2009 17:30 Relatório | México   | 0 — 3             | Porto Rico | Universidade de Miami, Miami |
| 27 de junho de 2009 17:30 Relatório | 18 15 25 | Set 1 Set 2 Set 3 | 25         | Universidade de Miami, Miami |

| 27 de junho de 2009 20:00 Relatório | Guatemala | 0 — 3             | Estados Unidos | Universidade de Miami, Miami |
| 27 de junho de 2009 20:00 Relatório | 7 12 7    | Set 1 Set 2 Set 3 | 25             | Universidade de Miami, Miami |

| 28 de junho de 2009 15:00 Relatório | Costa Rica | 3 — 0             | Guatemala | Universidade de Miami, Miami |
| 28 de junho de 2009 15:00 Relatório | 25         | Set 1 Set 2 Set 3 | 16 17 21  | Universidade de Miami, Miami |

| 28 de junho de 2009 17:30 Relatório | Porto Rico | 3 — 0             | Peru     | Universidade de Miami, Miami |
| 28 de junho de 2009 17:30 Relatório | 25         | Set 1 Set 2 Set 3 | 17 19 23 | Universidade de Miami, Miami |

| 28 de junho de 2009 20:00 Relatório | Estados Unidos | 3 — 0             | México   | Universidade de Miami, Miami |
| 28 de junho de 2009 20:00 Relatório | 25             | Set 1 Set 2 Set 3 | 19 14 11 | Universidade de Miami, Miami |

| 29 de junho de 2009 15:00 Relatório | México | 3 — 0             | Guatemala | Universidade de Miami, Miami |
| 29 de junho de 2009 15:00 Relatório | 25     | Set 1 Set 2 Set 3 | 23 12 21  | Universidade de Miami, Miami |

| 29 de junho de 2009 17:30 Relatório | Costa Rica | 0 — 3             | Porto Rico | Universidade de Miami, Miami |
| 29 de junho de 2009 17:30 Relatório | 21 18 11   | Set 1 Set 2 Set 3 | 25         | Universidade de Miami, Miami |

| 29 de junho de 2009 20:00 Relatório | Peru     | 0 — 3             | Estados Unidos | Universidade de Miami, Miami |
| 29 de junho de 2009 20:00 Relatório | 22 21 24 | Set 1 Set 2 Set 3 | 25 26          | Universidade de Miami, Miami |

| 30 de junho de 2009 15:00 Relatório | Guatemala | 0 — 3             | Peru | Universidade de Miami, Miami |
| 30 de junho de 2009 15:00 Relatório | 9 13 15   | Set 1 Set 2 Set 3 | 25   | Universidade de Miami, Miami |

| 30 de junho de 2009 17:30 Relatório | México | 0 — 3             | Costa Rica | Universidade de Miami, Miami |
| 30 de junho de 2009 17:30 Relatório | 23 22  | Set 1 Set 2 Set 3 | 25         | Universidade de Miami, Miami |

| 30 de junho de 2009 20:00 Relatório | Estados Unidos | 3 — 1                   | Porto Rico  | Universidade de Miami, Miami |
| 30 de junho de 2009 20:00 Relatório | 25 24 25       | Set 1 Set 2 Set 3 Set 4 | 15 20 26 23 | Universidade de Miami, Miami |

## Grupo B
|     |                      |     | Jogos | Jogos | Jogos | Resultados | Resultados | Resultados | Resultados | Resultados | Resultados | Sets | Sets | Sets  | Pontos | Pontos | Pontos |
| Pos | Equipe               | Pts | T     | V     | D     | 3–0        | 3–1        | 3–2        | 2–3        | 1–3        | 0–3        | V    | P    | R     | V      | P      | R      |
| --- | -------------------- | --- | ----- | ----- | ----- | ---------- | ---------- | ---------- | ---------- | ---------- | ---------- | ---- | ---- | ----- | ------ | ------ | ------ |
| 1   | República Dominicana | 11  | 4     | 4     | 0     | 1          | 2          | 1          | 0          | 0          | 0          | 12   | 4    | 3,000 | 376    | 302    | 1.245  |
| 2   | Brasil               | 10  | 4     | 3     | 1     | 2          | 1          | 0          | 1          | 0          | 0          | 11   | 4    | 2.750 | 353    | 252    | 1.401  |
| 3   | Argentina            | 6   | 7     | 2     | 5     | 1          | 1          | 0          | 0          | 2          | 3          | 8    | 16   | 0.500 | 335    | 304    | 1.102  |
| 4   | Canadá               | 3   | 4     | 1     | 3     | 1          | 0          | 0          | 0          | 2          | 1          | 5    | 9    | 0.556 | 275    | 325    | 0.846  |
| 5   | Trinidad e Tobago    | 0   | 4     | 0     | 4     | 0          | 0          | 0          | 0          | 0          | 4          | 0    | 12   | 0,000 | 144    | 300    | 0.480  |

Resultados
| 26 de junho de 2009 17:30 Relatório | República Dominicana | 3 — 1                   | Argentina   | Universidade Internacional da Flórida, Miami |
| 26 de junho de 2009 17:30 Relatório | 24 25 27             | Set 1 Set 2 Set 3 Set 4 | 26 13 18 25 | Universidade Internacional da Flórida, Miami |

| 26 de junho de 2009 17:30 Relatório | Brasil | 3 — 0             | Canadá   | Universidade Internacional da Flórida, Miami |
| 26 de junho de 2009 17:30 Relatório | 25     | Set 1 Set 2 Set 3 | 11 12 13 | Universidade Internacional da Flórida, Miami |

| 27 de junho de 2009 17:30 Relatório | Argentina | 3 — 0             | Trinidad e Tobago | Universidade Internacional da Flórida, Miami |
| 27 de junho de 2009 17:30 Relatório | 25        | Set 1 Set 2 Set 3 | 6 15 8            | Universidade Internacional da Flórida, Miami |

| 27 de junho de 2009 17:30 Relatório | Canadá   | 1 — 3                   | República Dominicana | Universidade Internacional da Flórida, Miami |
| 27 de junho de 2009 17:30 Relatório | 25 17 21 | Set 1 Set 2 Set 3 Set 4 | 23 25                | Universidade Internacional da Flórida, Miami |

| 28 de junho de 2009 17:30 Relatório | Trinidad e Tobago | 0 — 3             | República Dominicana | Universidade Internacional da Flórida, Miami |
| 28 de junho de 2009 17:30 Relatório | 6 7 14            | Set 1 Set 2 Set 3 | 25                   | Universidade Internacional da Flórida, Miami |

| 28 de junho de 2009 20:00 Relatório | Brasil   | 3 — 1                   | Argentina   | Universidade Internacional da Flórida, Miami |
| 28 de junho de 2009 20:00 Relatório | 26 18 25 | Set 1 Set 2 Set 3 Set 4 | 24 25 13 18 | Universidade Internacional da Flórida, Miami |

| 29 de junho de 2009 17:30 Relatório | Trinidad e Tobago | 0 — 3             | Brasil | Universidade Internacional da Flórida, Miami |
| 29 de junho de 2009 17:30 Relatório | 11 14 9           | Set 1 Set 2 Set 3 | 25     | Universidade Internacional da Flórida, Miami |

| 29 de junho de 2009 20:00 Relatório | Argentina | 3 — 1                   | Canadá      | Universidade Internacional da Flórida, Miami |
| 29 de junho de 2009 20:00 Relatório | 25 23 25  | Set 1 Set 2 Set 3 Set 4 | 16 22 25 17 | Universidade Internacional da Flórida, Miami |

| 30 de junho de 2009 17:30 Relatório | Canadá | 3 — 0             | Trinidad e Tobago | Universidade Internacional da Flórida, Miami |
| 30 de junho de 2009 17:30 Relatório | 25     | Set 1 Set 2 Set 3 | 21 10 23          | Universidade Internacional da Flórida, Miami |

| 30 de junho de 2009 20:00 Relatório | Brasil      | 2 — 3                         | República Dominicana | Universidade Internacional da Flórida, Miami |
| 30 de junho de 2009 20:00 Relatório | 23 25 23 13 | Set 1 Set 2 Set 3 Set 4 Set 5 | 25 19 18 25 15       | Universidade Internacional da Flórida, Miami |

## Classificação do 5º ao 10º lugares
Resultados
| 2 de julho de 2009 13:00 Relatório | Canadá      | 3 — 2                         | México         | Universidade de Miami, Miami |
| 2 de julho de 2009 13:00 Relatório | 23 25 20 15 | Set 1 Set 2 Set 3 Set 4 Set 5 | 25 14 17 25 12 | Universidade de Miami, Miami |

| 2 de julho de 2009 15:00 Relatório | Costa Rica | 3 — 0             | Trinidad e Tobago | Universidade de Miami, Miami |
| 2 de julho de 2009 15:00 Relatório | 25         | Set 1 Set 2 Set 3 | 16 15 18          | Universidade de Miami, Miami |

## Quartas de final
Resultados
| 2 de julho de 2009 17:30 Relatório | Brasil | 3 — 0             | Peru     | Universidade de Miami, Miami |
| 2 de julho de 2009 17:30 Relatório | 25     | Set 1 Set 2 Set 3 | 11 19 14 | Universidade de Miami, Miami |

| 2 de julho de 2009 20:00 Relatório | Porto Rico | 3 — 1             | Argentina | Universidade de Miami, Miami |
| 2 de julho de 2009 20:00 Relatório | 25 17 25   | Set 1 Set 2 Set 3 | 18 25 19  | Universidade de Miami, Miami |

## Nono lugar
Resultado
| 3 de julho de 2009 11:00 Relatório | México         | 3 — 2                         | Trinidad e Tobago | Universidade de Miami, Miami |
| 3 de julho de 2009 11:00 Relatório | 18 25 20 25 15 | Set 1 Set 2 Set 3 Set 4 Set 5 | 25 15 25 23 13    | Universidade de Miami, Miami |

## Classificação do 5º ao 8º lugares
Resultados
| 3 de julho de 2009 13:00 Relatório | Canadá      | 1 — 3                   | Peru        | Universidade de Miami, Miami |
| 3 de julho de 2009 13:00 Relatório | 27 13 25 21 | Set 1 Set 2 Set 3 Set 4 | 29 25 16 25 | Universidade de Miami, Miami |

| 3 de julho de 2009 15:00 Relatório | Costa Rica | 0 — 3             | Argentina | Universidade de Miami, Miami |
| 3 de julho de 2009 15:00 Relatório | 22 16      | Set 1 Set 2 Set 3 | 25        | Universidade de Miami, Miami |

## Semifinais
Resultados
| 3 de julho de 2009 17:30 Relatório | República Dominicana | 3 — 2                         | Porto Rico    | Universidade de Miami, Miami |
| 3 de julho de 2009 17:30 Relatório | 34 22 25 15          | Set 1 Set 2 Set 3 Set 4 Set 5 | 36 25 23 21 9 | Universidade de Miami, Miami |

| 3 de julho de 2009 20:00 Relatório | Estados Unidos | 1 — 3                   | Brasil | Universidade de Miami, Miami |
| 3 de julho de 2009 20:00 Relatório | 25 22 19 14    | Set 1 Set 2 Set 3 Set 4 | 22 25  | Universidade de Miami, Miami |

## Décimo lugar
Resultado
| 4 de julho de 2009 9:30 Relatório | Trinidad e Tobago | 3 — 0             | Guatemala | Universidade de Miami, Miami |
| 4 de julho de 2009 9:30 Relatório | 25                | Set 1 Set 2 Set 3 | 15 16 22  | Universidade de Miami, Miami |

## Sétimo lugar
Resultado
| 4 de julho de 2009 11:30 Relatório | Canadá | 3 — 0             | Costa Rica | Universidade de Miami, Miami |
| 4 de julho de 2009 11:30 Relatório | 25     | Set 1 Set 2 Set 3 | 20 13 19   | Universidade de Miami, Miami |

## Quinto lugar
Resultado
| 4 de julho de 2009 13:30 Relatório | Peru           | 3 — 2                         | Argentina   | Universidade de Miami, Miami |
| 4 de julho de 2009 13:30 Relatório | 27 25 16 19 17 | Set 1 Set 2 Set 3 Set 4 Set 5 | 25 20 25 15 | Universidade de Miami, Miami |

## Terceiro lugar
Resultado
| 4 de julho de 2009 15:30 Relatório | Porto Rico | 3 — 1                   | Estados Unidos | Universidade de Miami, Miami |
| 4 de julho de 2009 15:30 Relatório | 25 20 25   | Set 1 Set 2 Set 3 Set 4 | 22 25 21 25 20 | Universidade de Miami, Miami |

## Final
Resultado
| 4 de julho de 2009 18:00 Relatório | República Dominicana | 0 — 3             | Brasil | Universidade de Miami, Miami |
| 4 de julho de 2009 18:00 Relatório | 18 20 14             | Set 1 Set 2 Set 3 | 25     | Universidade de Miami, Miami |